# Ellen Tejle
Ellen Maria Tejle, född 9 april 1984 i Sollefteå, Ångermanland, är svensk entreprenör och mediechef.

## Biografi
Ellen Tejle har startat och drivit Bio Rio i Stockholm (2008-2016), startat och driver Bistro Barbro i Hornstull i Stockholm, initierat kampanjen A-märkt för att synliggöra kvinnor i film och är sedan 2024 vd och delägare av kulturhuset Maxim.
Via kampanjen A-märkt har hon skrivit debattartikel i The New York Times och uppmärksammats i media över hela världen.
2018 hade filmen This Changes Everything premiär. Filmen handlar om jämställdhet i filmbranschen. Tillsammans med Hollywoodstjärnor som Geena Davis, Natalie Portman och Cate Blanchett medverkar Ellen Tejle i filmen.